# シャー・ヤフヤー (ムザッファル朝)
シャー・ヤフヤー（? - 1393年5月）は、ムザッファル朝の第4代君主（在位：1387年 - 1391年）。

## 生涯
初代君主のムバーリズッディーン・ムハンマドの子のシャー・ムザッファルの子。1387年にティムールが第1次侵攻を開始してイスファハーンの市民が虐殺され、シーラーズが略奪されたため、やむなくムザッファルの王族はティムールに降伏した。このとき、ヤフヤーはティムールから新たな君主に任命された。
しかし1391年には弟のシャー・マンスールに背かれて廃された。1392年にティムールが第2次侵攻を開始すると、マンスールを主導にして抵抗するも敗れて降伏。マンスールは即座に殺されたが、ヤフヤーは名誉ある扱いを最初は受けていた。
だが1393年5月、ヤフヤーら生き残った王族の大半も、ティムールの命令で処刑されたという。